# Madagaskarpalmgierzwaluw
De madagaskarpalmgierzwaluw (Cypsiurus gracilis) is een gierzwaluw uit het geslacht Cypsiurus uit de familie gierzwaluwen (Apodidae). De vogel werd in 1871 door Richard Bowdler Sharpe als aparte soort beschreven, maar later opgevat als ondersoort van de Afrikaanse palmgierzwaluw. Op grond van in 2019 gepubliceerd onderzoek heeft de vogel de status van aparte soort herkregen.

## Kenmerken
De madagaskarpalmgierzwaluw lijkt sterk op de Afrikaanse palmgierzwaluw. Deze soort is iets donkerder en heeft relatief korte vleugels. Meest opvallend is de sterk gestreepte keel. Verder zijn er opmerkelijke verschillen in het geluid tussen de soort op het Afrikaanse vasteland op Madagaskar.

## Verspreiding en leefgebied
Er zijn twee ondersoorten:
- C. g. gracilis in Madagaskar
- C. g. griveaudi op de Comoren

De madagaskarpalmgierzwaluw komt algemeen voor als standvogel in Madagaskar en de Comoren. Het is een vogel van open gebieden en cultuurland en in de buurt van bewoonde gebieden. De vogel nestelt in breedbladige palmbomen, bij voorkeur palmen uit het geslacht Areca of oliepalmen, en veel minder vaak in kokospalmen.

## Status
Op de Rode Lijst van de IUCN heeft deze soort de status niet bedreigd..